# 1524 en arts plastiques
| Années des arts plastiques : 1521 - 1522 - 1523 - 1524 - 1525 - 1526 - 1527    |
| Décennies des arts plastiques : 1490 - 1500 - 1510 - 1520 - 1530 - 1540 - 1550 |

Cette page concerne l'année 1524 en arts plastiques.

## Œuvres

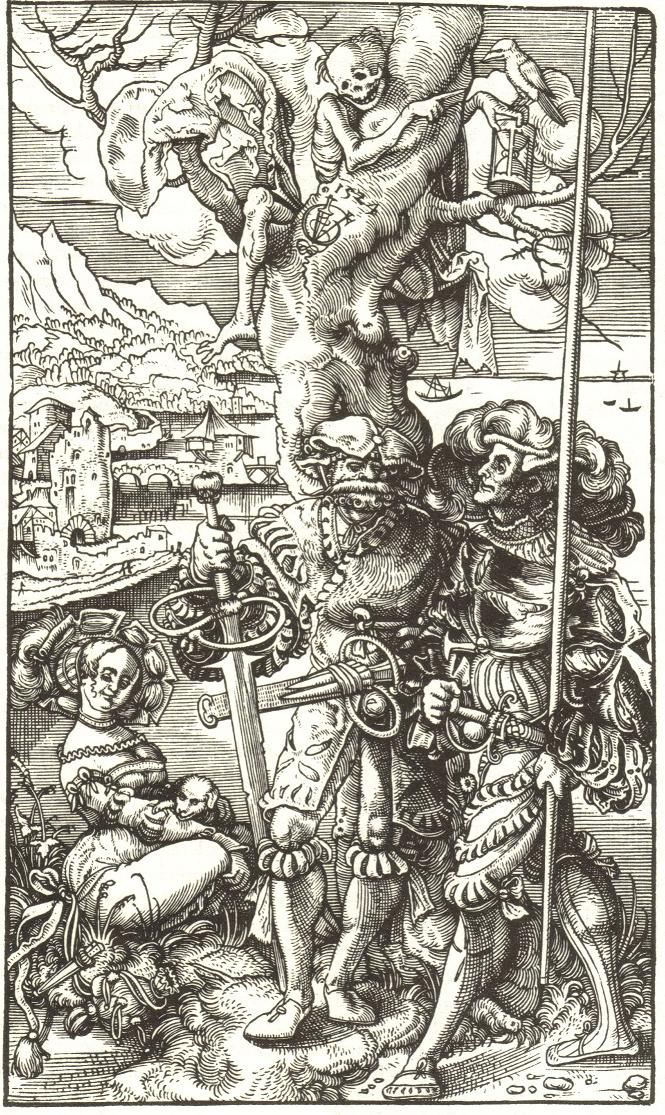
Mercenaire suisse et prostituée, gravure de Hans Peter Treichler.

- Lorenzo Lotto : fresques de la chapelle Suardi à Trescore Balneario, dans la province de Bergame, en Italie.

## Naissances
- ? :
  - Paolo Farinati, architecte, graveur et peintre italien († 1606),
  - Cipriano Piccolpasso, architecte, historien, céramiste, peintre de majolique et écrivain italien († 21 novembre 1579).

## Décès
- 7 janvier : Tang Yin, peintre et dessinateur chinois (° 6 avril 1470),
- 5 février : Hans Holbein l'Ancien, peintre allemand (° vers 1460),
- 5 octobre : Joachim Patinier, peintre de style flamand (° vers 1485),
- ? :
  - Girolamo Alibrandi, peintre italien sicilien (° 1470),
  - Andrea Solari, peintre italien (° 1460),
  - Tiberio d'Assisi, peintre italien (° vers 1470).